# NGC 3996
NGC 3996 في الفهرس العام الجديد، هي مجرة، تقع في كوكبة الأسد. اكتشفت في 23 أبريل 1832 بواسطة جون هيرشل.

## روابط خارجية
- NGC 3996 على موقع ويكي سكاي: DSS2, SDSS, GALEX, IRAS, Hydrogen α, X-Ray, Astrophoto, Sky Map, Articles and images